# 科斯塔·佩恰纳茨

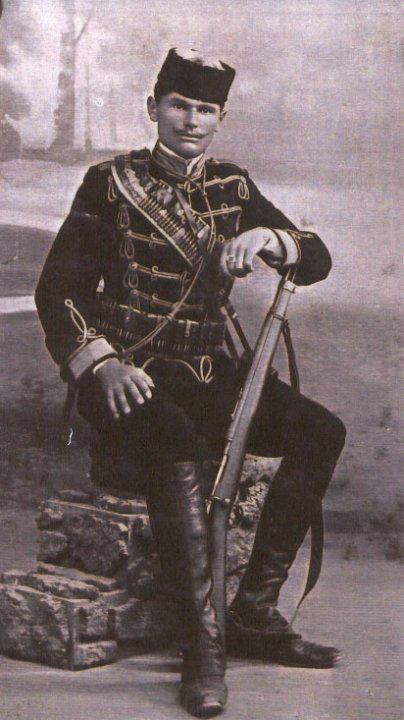
科斯塔·佩恰纳茨

科斯塔·佩恰纳茨 （1879年—1944年）是巴尔干战争、第一次世界大战和第二次世界大战期间塞尔维亚王国和切特尼克的沃伊沃德。第二次世界大战期间，佩恰纳茨支持納粹德國以及塞爾維亞救國政府。 
不過佩恰纳茨與德拉查·米哈伊洛維奇不和，佩恰纳茨的切特尼克武装经常与塞爾維亞志願軍等支持納粹德國的部隊經常發生衝突。  納粹德國和和塞爾維亞救國政府于1942年9月开始解散佩恰纳茨的武裝。佩恰纳茨也最終被支持德拉查·米哈伊洛維奇的武裝逮捕並處決。